# Os Menecmos
Os Menecmos (no original latino, Menaechmi) é uma peça do comediógrafo latino Plauto cujo nome é uma referência aos personagens principais. Ela retrata a história de dois irmãos gêmeos idênticos – Menecmo e Sósicles – que foram separados durante a infância. Na tentativa de Sósicles, já na vida adulta, em reencontrar o irmão uma série de cômicos mal entendidos é gerada.

## Personagens
- Menecmo (Menaechmi) - Gêmeo desaparecido que vive em Epidamnos;
- Sósicles (Sosicles) - Irmão gêmeo de Menecmo que após o desaparecimento do mesmo, também passa a ser chamado de Menecmo;
- Messênio (Messenio) - Escravo de Sósicles, acompanha o dono em sua busca pelo irmão;
- Vassourinha (Penicvlvs) - Parasito de Menecmo;
- Erócia (Erotivm) - Prostituta, amante de Menecmo;
- Matrona (Matrona Menaechmi) - Esposa de Menecmo;
- Velho - Pai de Matrona e sogro de Menecmo;
- Cilindro - Cozinheiro de Erócia;
- Uma serva - de Erócia;
- Servos - do velho;
- Médico;
- Marujos.

## História
O enredo da peça gira em torno dos gêmeos Menecmo e Sósicles que tinham como pai um negociante de Siracusa. Este, ao realizar uma viagem de negócios, leva consigo um dos irmãos, Menecmo, na época com sete anos de idade, que acaba sendo sequestrado. Isso faz com que o outro tenha seu nome trocado de Sósicles para o do gêmeo desaparecido, no intuito de homenagear o irmão.
Quando Menecmo-Sósicles torna-se adulto decide ir à procura de seu irmão, chegando, após certo tempo em Epidamnos, onde o outro residia. A partir daí, vários acontecimentos cômicos passam a acontecer, em especial quando ele se encontra com a esposa, a amante e o sogro de Menecmo, os quais o confundem com seu irmão gêmeo, julgando-o, inclusive, como louco:
VELHO. Menecmo, agora basta de brincadeira. Falemos sério.
SÓSICLES. Afinal, que tem o senhor que ver comigo? De onde vem e quem é? Que fiz eu ao senhor ou a essa mulher, que me aporrinha de todas as maneiras?
MATRONA. O senhor está vendo como os olhos dele esverdearam? Está vendo como lhe desce uma lividez das têmporas e da fronte? Olhe como os olhos dele estão faiscando!
SÓSICLES. (à parte) Se eles dizem que estou louco, o que melhor para mim do que fingir de louco e assim afugentá-los? (espriguiça-se e boceja)

### ATO I
Dividido em quatro cenas, inicia-se com um discurso de Vassourinha, o qual logo é seguido por Menecmo queixando-se de Matrona. Em seguida, Erócia é inserida na cena e interage com Vassourinha e Menecmo, além de receber como presente deste último uma mantilha que pertencia à Matrona. O ato encerra-se com Erócia ordenando a Cilindro que providencie as coisas necessárias para ela preparar o jantar solicitado por Menecmo..

### ATO II
Apresenta três cenas, sendo a primeira responsável por retratar a chegada de Menecmo-Sósicles e Messênio a Epidamnos. Posteriormente, Cilindro os encontra e, de imediato, confunde Menecmo-Sósicles com seu irmão gêmeo, gerando o primeiro mal entendido. Pouco depois, é a vez de Erócia confundi-lo. Ele, no entanto, acaba por não desfazer o engano, adentrando, assim, na residência da prostituta.

### ATO III
Fragmentado em três cenas, inicia-se com Menecmo-Sósicles saindo, satisfeito, da casa de Erócia com a mantilha na mão e garantindo o seu conserto a pedido da mesma. Em seguida, Vassourinha reaparece zangado com ele, acusando-o de ser excluído da comilança, e, por vingança, decide revelar todos os seus feitos para sua esposa.

### ATO IV
Dividido em três cenas, apresenta Vassourinha contando para Matrona as ações asquerosas do marido. Roubada e enganada, decide ir ao encontro dele. Assim que se depara com Menecmo, a confusão se inicia, e ela exige a mantilha de volta, caso contrário, ele não entrará em casa. Após o desentendimento, Menecmo decide encontrar alojamento na casa de Erócia, mas ela o expulsa quando o mesmo pede a mantilha de volta, pois para a prostituta o manto já está com ele.

### ATO V
Último e maior ato da peça, divide-se em dez cenas. Tem seu início com um diálogo entre Menecmo-Sósicles e matrona, a qual, após ser afrontada por quem pensa ser seu marido, chama o pai, que, juntamente com ela, acaba considerando Menecmo-Sósicles louco. O velho, então, recorre a um médico, mas ambos se deparam com Menecmo e a confusão prossegue. Menecmo-Sósicles, por sua vez, é apanhado por alguns homens, mas Messênio o vê e o ajuda, ganhando a liberdade como recompensa. Em seguida, este encontra seu verdadeiro mestre, que nega ter lhe dado a alforria. É nesse momento que Vassourinha percebe ter conhecido o irmão gêmeo, sendo, portanto, capaz de desvendar o enigma. Os gêmeos finalmente se reencontram e Menecmo decide retornar para Siracusa, colocando todos os seus bens, inclusive a esposa, em leilão sob custódia de Messênio.

## Influências artísticas

### Outros autores

#### William Shakespeare

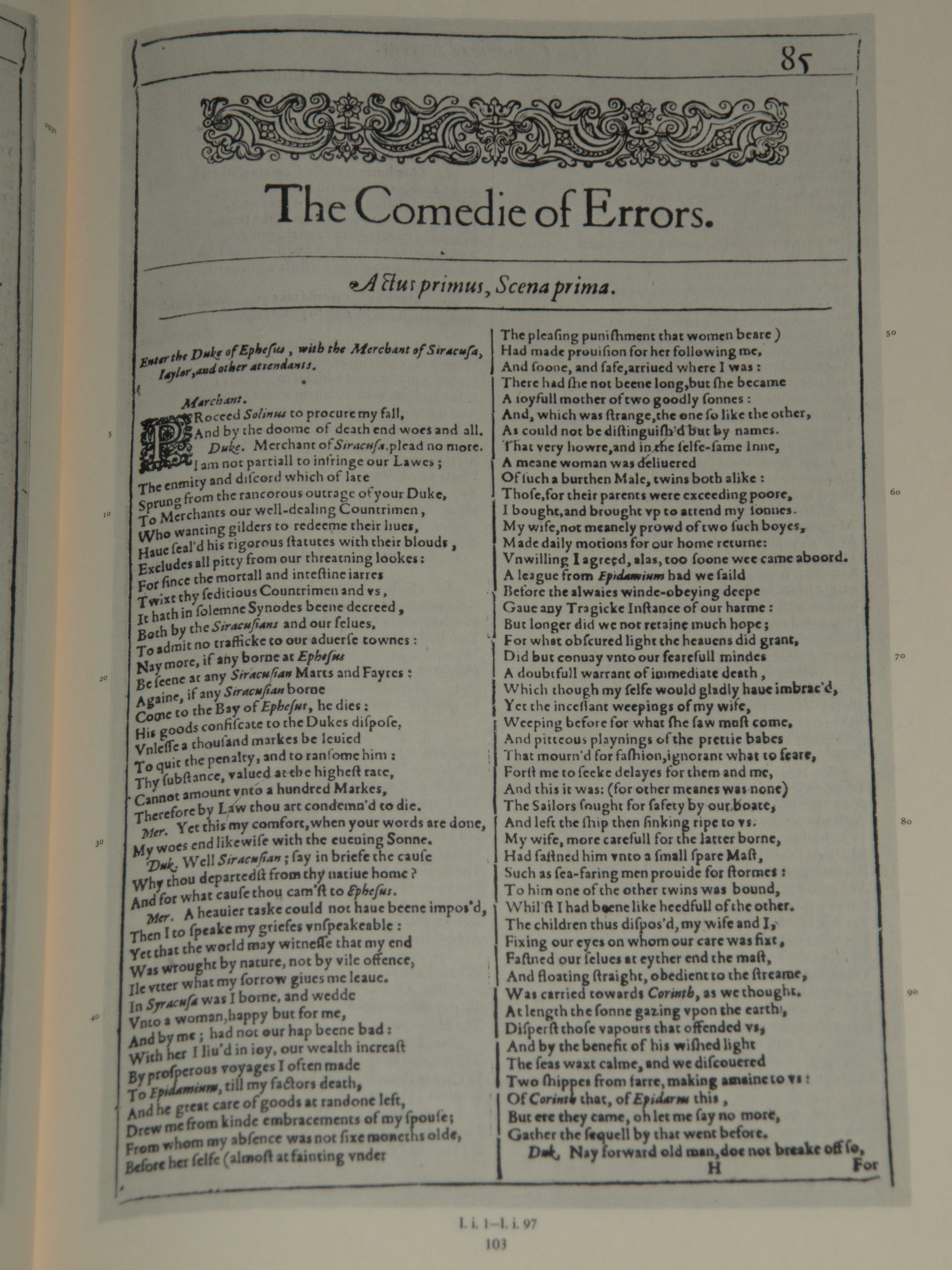
Primeira página da fac-simile de "A Comédia dos Erros", publicada em 1623

Inspirado na comédia "Menecmos", William Shakespeare, em sua peça "The Comedy of Errors" (em português, A Comédia dos Erros) discorre sobre um mercador de Siracusa, Egeonte, que naufraga quando voltava ao lar, após uma viagem de negócios a Epidano em companhia de Emília, sua esposa, e de seus filhos gêmeos, além de dois escravos, também gêmeos. Ele, juntamente com um dos filhos e um dos escravos, consegue salvar-se, mas sua esposa, o outro filho e o escravo desaparecem no mar.
Quando o filho que ficou aos cuidados do pai completa dezoito anos decide, acompanhado pelo escravo, ir à procura dos desaparecidos. A partir desse contexto surgem situações conflituosas, pessoas que confundem os dois e mal entendidos, até o  reencontro dos irmãos.
Desse modo, Shakespeare, assim como Plauto, constrói uma peça destinada ao povo, caracterizada pela sua composição mais maleável e diversa, não tendo como objetivo apenas moralizar, mas principalmente divertir. Havia uma crítica aos costumes de maneira superficial, uma vez que sua maior preocupação era agradar e provocar alegria na população diante das situações cômicas.

#### Carlo Goldoni
Tendo como influência "Os Menecmos" e também outras obras de Plauto, Carlo Goldoni faz o uso do recurso da duplicidade de forma cômica e dinâmica em sua peça  "Arlequim, servidor de dois amos". A mesma, dividida em três atos, tem o enredo centrado no romance de Clarisse e Sílvio, o qual é ameaçado, no dia do noivado deles, pela inesperada chegada de Frederico, antigo noivo da moça.
Tal rapaz não se trata, no entanto, do verdadeiro Frederico, que se encontra morto, mas de sua irmã, Beatriz, que disfarçou-se dele no intuito de conseguir a herança que é sua por direito. Além disso, ela também desejava encontrar e ajudar seu amado Florindo, que, por sua vez, foi responsável pela morte de Frederico.
Nesse cenário já bastante conflituoso, entra em ação a figura de Arlequim, servo de Beatriz, que acaba por conhecer Florindo e a trabalhar para ele, ao mesmo tempo em que trabalha para Beatriz. A partir daí, as confusões só aumentam, especialmente pelo jeito atrapalhado de Arlequim, que gera uma série de ocorridos engraçados, a destacar os enganos entre os serviços que deveria prestar a seus respectivos senhores. Dessa forma, a partir da postura adotada pelo servo e de seu desempenho como tal, é possível que se garanta à peça a ilusão de duplicidade e simultaneidade.

### Teatro

#### Menecmos
Menecmos também é o nome da companhia de teatro amador fundada em 1994, em Madri, e conta com vários integrantes de outras partes da Espanha.
O nome da companhia não é casual: é inspirado em Os Menecmos, uma das comédias mais importantes de Plauto (um dos dramaturgos romanos mais importantes de todos os tempos).
A companhia Menecmos é um autêntico referente cultural da cidade, por sua profissionalidade, seriedade e eficiência. Assim, as peças teatrais que realizam, são reconhecidas tanto pela crítica quanto pelo público, sendo ganhadora de vários prêmios, dentre eles de melhor direção, melhor protagonista e melhor figurino.
Desde 2001, Menecmos pertence à Federação de Teatro Amador de Madri (FETAM), cujo atual vice-presidente é Ángel Carbonero, membro e fundador de Menecmos e presidente da companhia.